# Храм Непорочного Зачатия Пресвятой Девы Марии (Рязань)
Храм Непорочного Зачатия Пресвятой Девы Марии — католический храм в Рязани. Административно принадлежит к Южному деканату Центрального региона Архиепархии Матери Божией с центром в Москве, возглавляемой архиепископом Паоло Пецци, настоятель прихода отец Иосиф Гунчага. Адрес храма: ул. Щедрина, д. 5. Богослужения совершаются в часовне: 390006, Рязань, ул. Грибоедова, д. 18, кв. 23.

## История

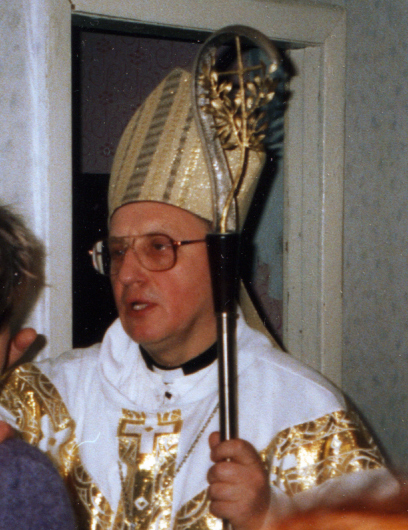
Архиепископ Тадеуш Кондрусевич при посещении рязанского прихода

Католики появляются в Рязани и губернии в 60 — 70 гг. XIX в., среди известных уроженцев этой общины был Константин Циолковский. Частные богослужения по случаю крещений, венчаний и погребений совершали капелланы Московского военного округа, были Иоанн Борткевич, почетный каноник Ерелинский, И. Новицкий, Иоанн Бобкевич, Артур Сморчевский и др. С 1884 по 1905 гг. общину курировал настоятель Воронежского и Тамбовского храмов Феликс Осипович Грохольский. По статистическим данным в губернии проживало более 1150 католиков. 26 мая 1893 состоялось освящение первого камня будущего храма,

строящегося в память чудесного избавления Августейшей Семьи от грозившей опасности во время крушения Императорского поезда на Курской дороге.
 Строительством занималась группа уполномоченных: Ч. И. Чехович — частный поверенный окружного суда, Р. Яковицкий, А. Н. Норшин, С. К. Кацевич, В. М. Коленко — штабс-капитан, землевладелец, губернский гласный; А. И. Клюковский — старший ревизор губернского акцизного управления, статский советник.

## Священнослужители
В разное время в прихоже служили: Феликс Осипович Грохольский, Владислав Фомич Стефановский, Антоний Гилевский, Буевич, Евгений Казимирович Круликовский и Михаил Исидорович Рутковский. В 1918 г. — служил С. Н. Войно и в 20-е годы XX в. администратором был Ян Павлович. В 1927—1929 гг. здесь иногда служил Антон Дземешкевич.

## Описание и современное состояние храма

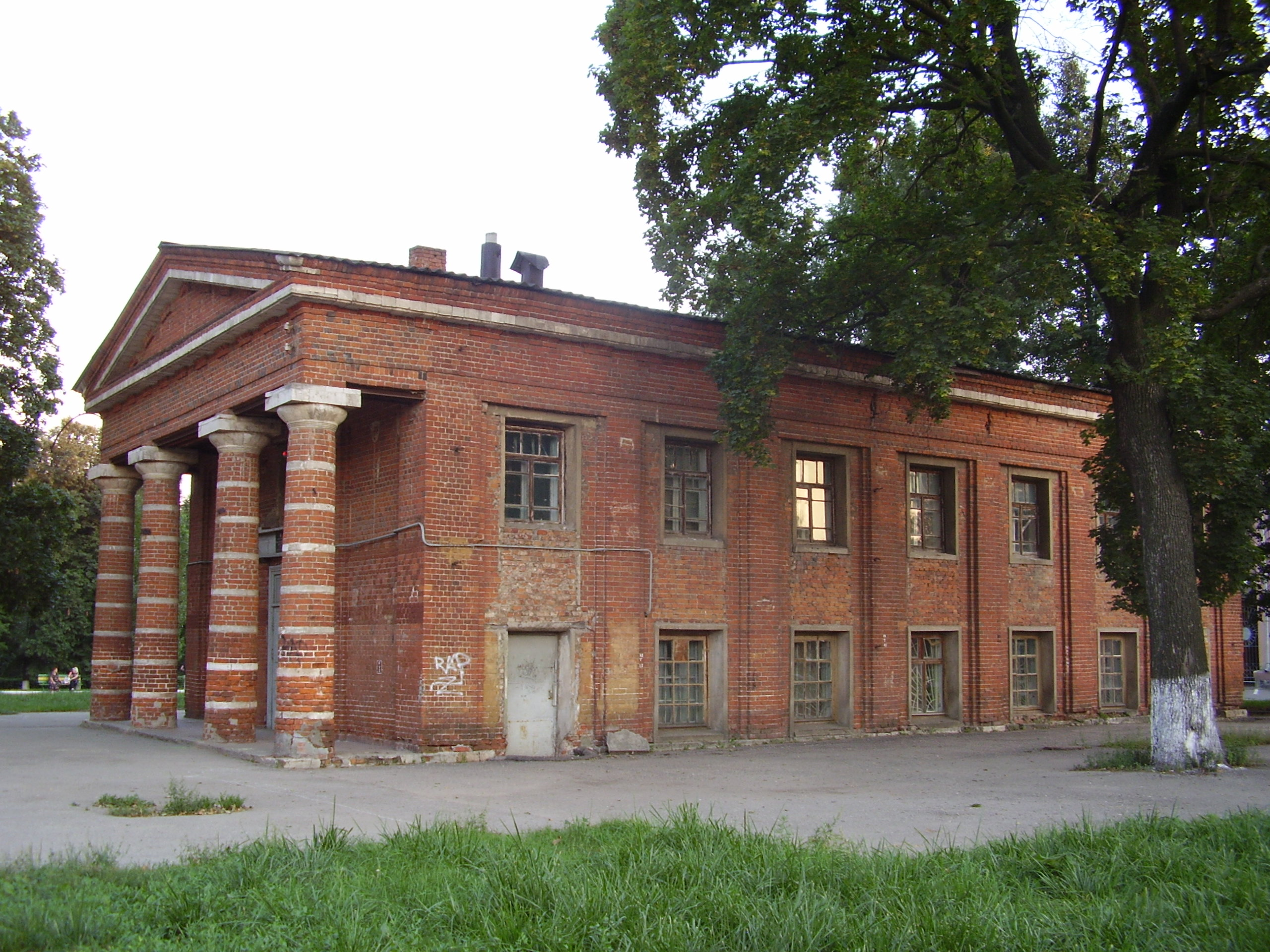
Католический храм в Рязани

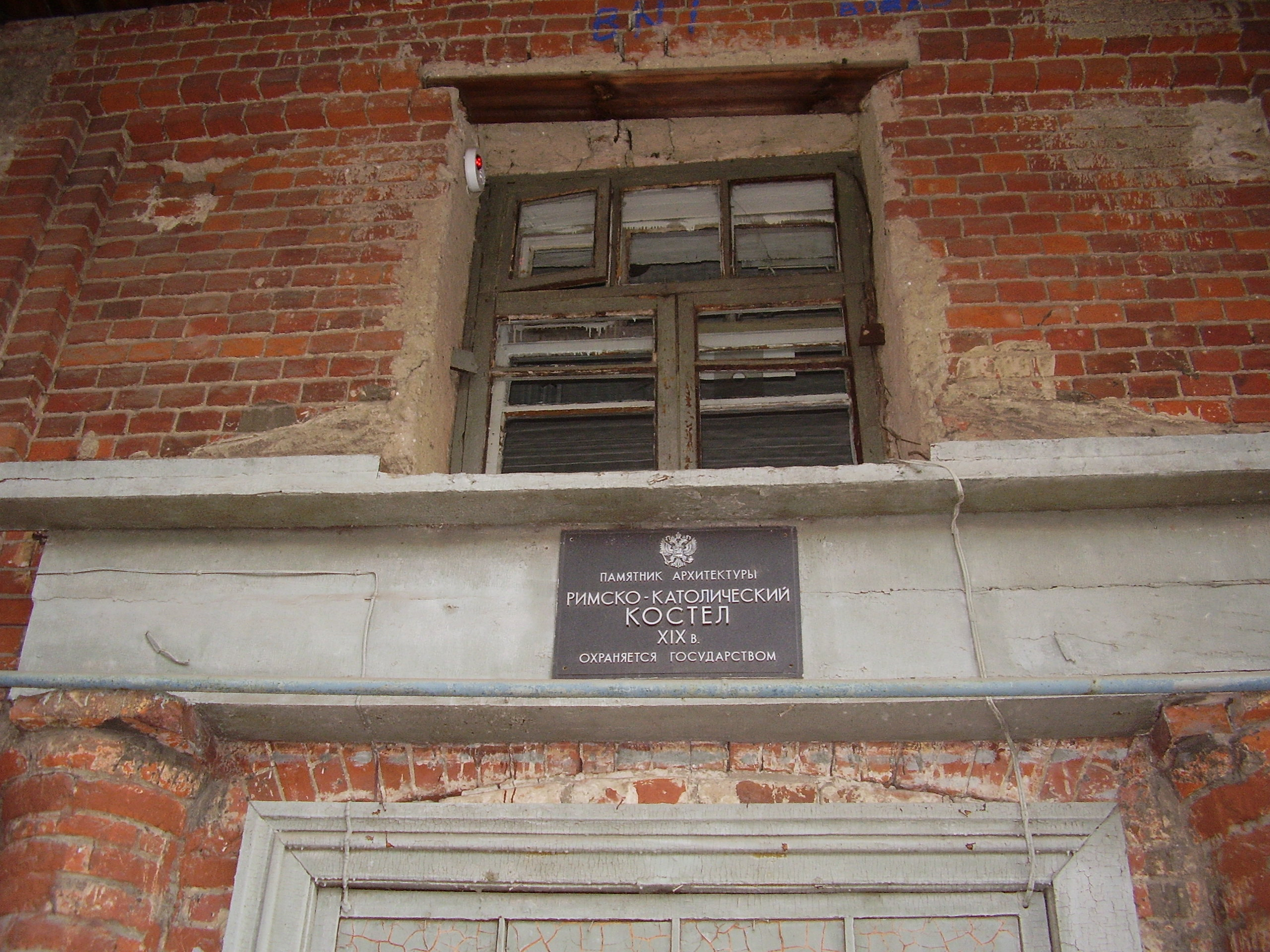
Фасад католического храма в Рязани

Размеры постройки: 10,8×20,8 м, архитектурное описание: 

 двухэтажное, кирпичное, прямоугольное в плане здание. Торцевая часть украшена четырёх колонным портиком, поддерживающим карниз несложного профиля, завершающийся треугольным фронтоном. Плоскости фасадов обработаны прямоугольными пилястрами. Прямоугольные окна обрамлены прямоугольными наличниками из кирпича. Вход в здание украшен двумя полуколоннами, несущими прямоугольный стилобат.
 Главный алтарь был украшен образом Богоматери, боковой имел иконы Остробрамской Девы Марии и Иисуса Христа, на хорах помещается орган, в интерьере были две хрустальные и одна бронзовая люстры, шесть хоругвей, шесть канделябров по стенам и два — на алтаре, в ризнице хранилось 23 комплекта облачений, иконы, кресты, два комплекта евхаристических сосудов, монстранца, необходимые книги.
Храм был закрыт Постановлением Президиума Рязанского городского совета рабочих, крестьянских и красноармейских депутатов от 13.11.1935. Ризничий, отказался выдать церковную утварь, за что был арестован. Здание передано художественному училищу, ныне ГОУ СПО «Рязанское художественное училище им. Г. К. Вагнера». Сначала в нём размещалось студенческое общежитие, затем устроены учебные мастерские.
Решением Рязоблисполкома от 24.08.71 за № 250 Римско-католический костел «является объектом культурного наследия регионального значения».
Современное состояние храма: внутреннее убранство полностью уничтожено, произведена перепланировка, реставрационных работ не проводилось, первоначальный облик здания несколько утерян в результате устройства второго этажа и соответствующей переделки оконных проемов. По Заключению Управления культуры и массовых коммуникаций Рязанской области

находится в неудовлетворительном состоянии… Здание — кирпичное, двухэтажное. Прямоугольный объём украшен четырёхколонным портиком тоскано-дорического ордера у входа с треугольным фронтоном над ним. По периметру здания карниз несложного профиля… цоколь белокаменный, отмостки… с южного, западного, северного фасада — в неудовлетворительном состоянии… стены из красного кирпича…, на южном и северном фасадах имеется вертикальная трещина… крыша (стропила, обрешетка, кровли, водосточные желоба и трубы) стропильные конструкции и обрешетка — деревянные, визуально в неудовлетворительном состоянии, кровля — шифер на металлических листах, в неудовлетворительном состоянии. Водосточные желоба и трубы утрачены. Состояние внутренних архитектурно-конструктивных и декоративных элементов памятника а) общее состояние неудовлетворительное б) перекрытия (плоские, сводчатые) плоские деревянные, визуально в неудовлетворительном состоянии в) полы дощатые, местами доски стерлись, в коридорах — покрыты линолеумом — в неудовлетворительном состоянии. Стены, их состояние, связи кирпичные, оштукатурены, окрашены, в неудовлетворительном состоянии, имеются трещины осадочного характера… двери и окна поздние, деревянные — в неудовлетворительном состоянии….

## Возобновление приходской жизни

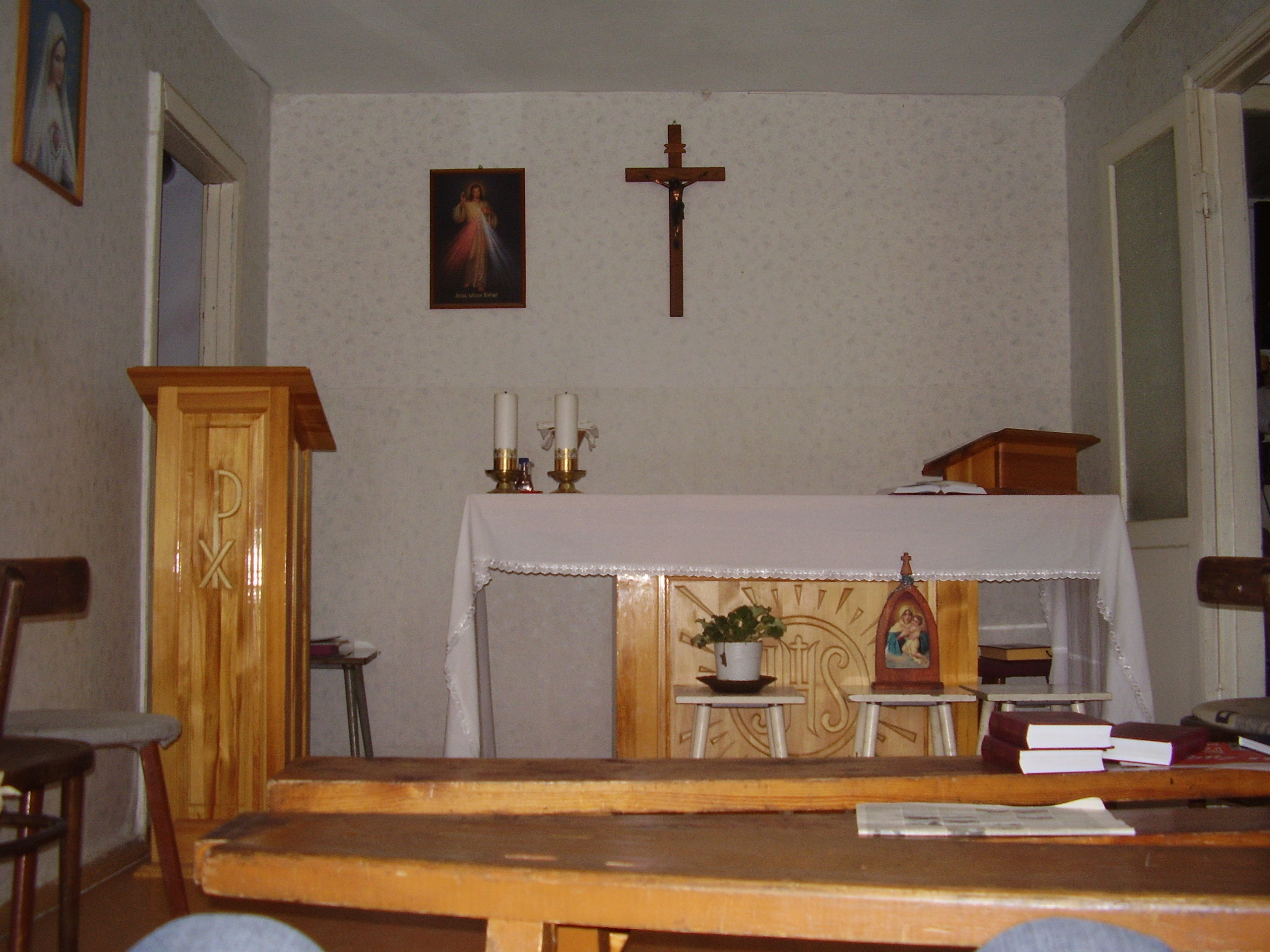
Домовая часовня католического прихода в Рязани

С приездом в ноябре 1996 словацкого священника Иосифа Гунчага жизнь общины возобновилась, в апреле 1999 приход был зарегистрирован. В 2001 на пожертвования немецкой благотворительной организации «Renovabis» была приобретена квартира на ул. Грибоедова, где ныне располагается часовня. Духовенством прихода осуществляется пастырское окормление общины иностранных студентов-католиков из числа обучающихся в Медицинском университете и других вузах города.

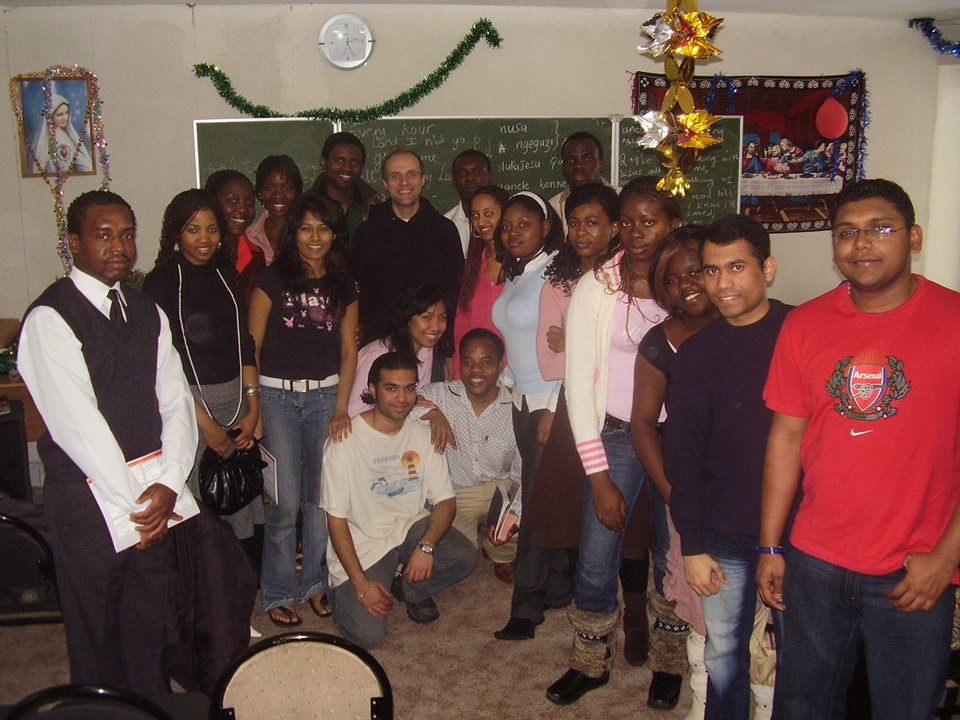
Часовня в студенческом общежитии Медицинского университета в Рязани. Студенты католики после Мессы

Приход долгое время добивался реституции здания храма. Власти обещали вернуть здание, но сроки много раз сдвигались. Наконец, 26 марта 2018 года было принято окончательное решение о передаче здания храма в собственность прихода.
15 апреля 2018 первая месса в возвращённом храме была отслужена архиепископом Павлом Пецци. С этого момента службы в храме будут проходить на регулярной основе, параллельно будет идти процесс реставрации.